# Arcadia (teatro)
Arcadia è un dramma intellettuale scritto nel 1993 dal drammaturgo britannico Tom Stoppard, autore di importanti opere, tra cui Rosencrantz e Guildenstern sono morti. L'opera è divisa in sette scene e due atti.

## Trama e personaggi
Le scena si svolge in una casa di campagna in Inghilterra, un luogo immaginario, chiamato Sidley Park, in due fasi temporali differenti: intorno al 1810, e nel 1989. Per tutto il dramma, i due periodi sono mostrati alternativamente.
Nel 1809 Thomasina Coverly è una bambina prodigio tredicenne che, da sola, sta scoprendo nuove teorie matematiche che sarebbero in grado di rivoluzionare la scienza dell'epoca. Il suo tutore, Septimus Hodge, è uno studioso arguto e un po' libertino, amico del famoso poeta Lord Byron e di un altro poeta, Ezra Chater, meno famoso e meno dotato. Questi uomini si trovano alla villa, ospiti di Lady Croom e del suo fratello marinaio, il capitano Brice;  altra presenza alla villa è il maggiordomo Jellaby. In questa epoca, il parco viene rinnovato dallo stile classico al moderno dal paesaggista Noakes, su incarico di Lady Croom.
Nel 1989, la scrittrice Hannah Jarvis sta compiendo una ricerca sull'eremita ornamentale di Sidley Park, un pazzo lunatico (ma creduto di un certo ingegno) apparso anche nel 1810. Intanto Valentine Coverly, discendente di Thomasina, prova a dimostrare le teorie matematiche della sua antenata. Arriva quindi Bernard Nightengale, un docente universitario arrogante e borioso, deciso a trovare le prove di alcuni scandali riguardanti Lord Byron. La sorella di Valentine, Chloë, si sta innamorando di Bernard, ma Hannah non ne è contenta.
L'ultimo personaggio è Gus, presente in tutti e due i momenti, impersonato dallo stesso attore.  Nel 1810, è il fratello di Thomasina. Nel 1989, Gus è un muto, forse autistico, ed è il fratello di Chloë e Valentine.

## Fama
La prima rappresentazione si è tenuta al Royal National Theatre di Londra il 13 aprile 1993.  Nel 1995, Arcadia ha vinto il Laurence Olivier Awards per la migliore opera teatrale. Attori celebri come Paul Giamatti, Victor Garber, e Bill Nighy hanno interpretato diversi allestimenti del dramma.
Nell'ottobre 2002, Arcadia è stata rappresentata per la prima volta in Italia, con la regia di Leonardo Angelini e Francesco Giannini, e la traduzione di Filippo Ottoni. L'anno successivo Einaudi ha pubblicato il testo nella collana Collezione di teatro, con la traduzione di Alessandra Serra e Anna Parnanzini.